# Short n' Sweet
Short n' Sweet es el sexto álbum de estudio de la cantautora estadounidense Sabrina Carpenter, publicado el 23 de agosto de 2024 por el sello Island Records. De carácter predominantemente pop, bubblegum pop y teen pop, incorpora elementos de country, folk, disco, rock y R&B. Fue producido por Julian Bunetta, John Ryan, Ian Kirkpatrick y Jack Antonoff. El álbum aborda las experiencias amorosas de Carpenter y su visión sobre las relaciones sentimentales durante la década de 2020. El título alude tanto al impacto emocional de sus relaciones más breves como a su baja estatura y a la corta duración del disco. Carpenter ha señalado que considera Short n' Sweet su segundo álbum adulto, al tener control creativo total desde Emails I Can't Send (2022), su primer trabajo con Island.
Previo a su lanzamiento, el álbum fue precedido por los sencillos «Espresso» y «Please Please Please», los cuales encabezaron la lista Billboard Global 200 y consolidaron su proyección comercial internacional. Ambos temas marcaron sus primeros números uno en el UK Singles Chart y el Billboard Hot 100 de Reino Unido y Estados Unidos, respectivamente. Posteriormente, el tercer sencillo, «Taste», alcanzó el número uno en el Reino Unido y el número dos en territorio estadounidense. El álbum lideró las listas de ventas en dieciocho países y obtuvo certificaciones en diez naciones. El cuarto sencillo, «Bed Chem», fue lanzado tras la publicación del álbum. Para promocionar el proyecto, Carpenter emprendió la gira Short n' Sweet Tour, la primera de su carrera en recintos de tipo arena, en septiembre de 2024.
A su salida, Short n' Sweet recibió reseñas mayoritariamente positivas por parte de la crítica especializada, que destacó la seguridad en sus letras y su carácter accesible, aunque algunos comentarios señalaron una composición poco arriesgada. El álbum y sus temas obtuvieron ocho nominaciones en la 67.ª edición de los premios Grammy, incluidas las cuatro categorías generales, convirtiendo a Carpenter en una de las quince artistas que han logrado tal hazaña en una sola ceremonia. El álbum resultó ganador en las categorías de mejor álbum de pop vocal y mejor interpretación pop solista por «Espresso». Posteriormente, se lanzó una edición deluxe que incluye una versión a dúo de «Please Please Please» con Dolly Parton y el tema inédito «Busy Woman».

## Desarrollo

### Antecedentes
En 2022, Carpenter lanzó su quinto álbum de estudio Emails I Can't Send que encontró éxito crítico y comercial, y a lo largo de 2023 y principios de 2024, sirvió como acto de apertura para Taylor Swift en fechas seleccionadas de América del Sur, Australia y Asia de The Eras Tour.También se anunció que Carpenter actuaría en el festival estadounidense Coachella de 2024.
En febrero de 2024, en una entrevista de la revista Interview con Maya Hawke, Carpenter expresó su entusiasmo sobre su nueva música, y dijo que exploraría más géneros como lo hizo con su último álbum. En marzo, confirmó en una entrevista con Cosmopolitan que estaba trabajando en su próximo álbum. Señaló que, «Estoy empezando a sentir que he superado las canciones que estoy cantando [en The Eras Tour], lo que siempre es una sensación emocionante porque creo que eso significa que el siguiente capítulo está a la vuelta de la esquina».

### Lanzamiento y promoción
Antes de cualquier anuncio oficial, se colocaron vallas publicitarias con posts sobre la altura de Carpenter por toda Nueva York. En las redes sociales, publicó un vídeo en el que se la puede ver caminando hacia la cámara y plantando un beso en la pantalla, burlándose de un futuro anuncio. El 3 de junio de 2024, Carpenter confirmó el lanzamiento de Short n' Sweet y reveló su portada. La lista de canciones se reveló el 9 de julio de 2024. El álbum salió a la venta el 23 de agosto de 2024. Algunas ediciones limitadas en vinilo y descarga digital de Short n' Sweet contenían un tema extra exclusivo, «Needless to Say». Otra edición limitada de descarga digital del álbum, titulada Short n' Sweet(er) y lanzada el 29 de agosto de 2024, contenía otra canción extra exclusiva, «Busy Woman», que Carpenter había escrito poco después de terminar el álbum y decidió lanzar como «agradecimiento» a sus fans.
El 4 de febrero de 2025, Carpenter anunció una edición de lujo de Short n' Sweet que saldría a la venta el 14 de febrero de 2025, y compartió su lista de canciones. Calificó la reedición de «agradecimiento» por los dos primeros Premios Grammy de su carrera, que había ganado en la 67ª edición de los Premios Grammy dos días antes. Incluye «Busy Woman», un dúo de «Please Please Please» con Dolly Parton, y otros tres temas nuevos.

## Lista de canciones
| Short n' Sweet - Edición estándar |                        |                                                                      |                  |          |  |
| N.º                               | Título                 | Escritor(es)                                                         | Productor        | Duración |  |
| 1.                                | «Taste»                | Sabrina Carpenter John Ryan Julia Michaels Amy Allen Ian Kirkpatrick | Ryan Kirkpatrick | 2:37     |  |
| 2.                                | «Please Please Please» | Carpenter Allen Jack Antonoff                                        | Antonoff         | 3:06     |  |
| 3.                                | «Good Graces»          | Carpenter Ryan Allen Michaels Julian Bunetta                         | Ryan Bunetta     | 3:05     |  |
| 4.                                | «Sharpest Tool»        | Carpenter Allen Antonoff                                             | Antonoff         | 3:38     |  |
| 5.                                | «Coincidence»          | Carpenter Ryan Michaels Allen Kirkpatrick                            | Ryan Kirkpatrick | 2:44     |  |
| 6.                                | «Bed Chem»             | Carpenter Ryan Michaels Allen Kirkpatrick                            | Ryan Kirkpatrick | 2:51     |  |
| 7.                                | «Espresso»             | Carpenter Allen Bunetta Steph Jones                                  | Bunetta          | 2:55     |  |
| 8.                                | «Dumb & Poetic»        | Carpenter Ryan Michaels Allen                                        | Ryan             | 2:13     |  |
| 9.                                | «Slim Pickins»         | Carpenter Allen Antonoff                                             | Antonoff         | 2:32     |  |
| 10.                               | «Juno»                 | Carpenter Allen Ryan                                                 | Ryan             | 3:43     |  |
| 11.                               | «Lie to Girls»         | Carpenter Allen Antonoff                                             | Antonoff         | 3:22     |  |
| 12.                               | «Don't Smile»          | Carpenter Ryan Bunetta Allen Jones                                   | Bunetta Ryan     | 3:26     |  |
| 36:12                             |                        |                                                                      |                  |          |  |

| Short n' Sweet – Deluxe Edition |                                           |                                  |                           |          |  |
| N.º                             | Título                                    | Escritor(es)                     | Productor                 | Duración |  |
| 13.                             | «15 Minutes»                              | Carpenter Allen Ryan Bunetta     | Bunetta Ryan              | 3:11     |  |
| 14.                             | «Please Please Please» (con Dolly Parton) | Carpenter Antonoff Allen         | Antonoff                  | 3:04     |  |
| 15.                             | «Couldn’t Make It Any Harder»             | Carpenter Bunetta Allen Ryan     | Ryan Bunetta              | 2:59     |  |
| 16.                             | «Busy Woman»                              | Carpenter Allen Antonoff         | Antonoff                  | 3:06     |  |
| 17.                             | «Bad Reviews»                             | Carpenter Allen Kirkpatrick Ryan | Antonoff Ryan Kirkpatrick | 2:21     |  |
| 50:56                           |                                           |                                  |                           |          |  |

| Short n' Sweet – Pista adicional |                                 |                                  |                           |          |  |
| N.º                              | Título                          | Escritor(es)                     | Productor                 | Duración |  |
| 13.                              | «Needless to Say» (Bonus Track) | Carpenter Ryan Allen Kirkpatrick | Kirkpatrick Ryan Antonoff | 2:37     |  |
| 38:49                            |                                 |                                  |                           |          |  |

| Short n' Sweet – Short n' Sweet(er) Edition |                            |                          |           |          |  |
| N.º                                         | Título                     | Escritor(es)             | Productor | Duración |  |
| 13.                                         | «Busy Woman» (Bonus Track) | Carpenter Allen Antonoff | Antonoff  | 3:21     |  |
| 39:21                                       |                            |                          |           |          |  |

| Short n' Sweet – Short n' Sweet(est) Edition |                              |                                           |                  |          |  |
| N.º                                          | Título                       | Escritor(es)                              | Productor        | Duración |  |
| 13.                                          | «Taste» (Demo) (Bonus Track) | Carpenter Ryan Michaels Allen Kirkpatrick | Ryan Kirkpatrick | 2:37     |  |
| 38:52                                        |                              |                                           |                  |          |  |

## Promoción

### Sencillos
A principios de abril, Carpenter comenzó a lanzar bromas sobre su próximo single a través de vallas publicitarias, y reveló que lanzaría «una pequeña canción» antes de su actuación en Coachella. El 11 de abril de 2024, Carpenter lanzó el sencillo «Espresso». La canción tuvo éxito comercial, alcanzando el número tres en el Billboard Hot 100 y el número uno en varios países. Carpenter ha interpretado la canción en varios eventos, como Coachella y Saturday Night Live. También se lanzó un vídeo musical dirigido por Dave Meyers para la canción.
Aunque se etiquetó como sencillo independiente para sus fans antes de su aparición en el festival, se confirmó a través de su página web oficial que sería el sencillo principal del álbum tras su éxito internacional.
El segundo sencillo del álbum, titulado «Please Please Please», saldrá a la venta el 6 de junio de 2024, junto con un vídeo musical que la cantante adelantó a través de las redes sociales, que el video musical cuenta con la aparición del Actor Irlandés Barry Keoghan.
El tercer sencillo del álbum Taste sera lanzado el 23 de agosto de 2024 junto con el álbum. El video musical contara con la participación de la actriz norteamericana Jenna Ortega.
El 8 de octubre de 2024, Bed Chem fue enviado a contemporary hit radio como cuarto sencillo del álbum. Juno se lanzó en la radio neozelandesa en diciembre de 2024 como el quinto sencillo del álbum.
El 14 de febrero de 2025, coincidiendo con el lanzamiento de la edición de lujo de Short n' Sweet, se estrenó el video musical de la versión a dúo de Please Please Please con Dolly Parton, codirigido por Carpenter junto a Sean Price Williams. Busy Woman se estrenó en la radio italiana el 7 de marzo de 2025 como sexto sencillo.

### Gira
El 20 de junio de 2024, Carpenter anunció la Short n' Sweet Tour y sus 33 fechas de conciertos por Norteamérica. Dio inicio el 23 de septiembre de 2024, en Columbus, Ohio, y finalizará el 7 de junio de 2025 en Barcelona España.

## Música y letras
Casi todas las canciones de Short n' Sweet tratan sobre el romance, aunque exploran diferentes facetas y emociones de la vida amorosa de Carpenter. El nihilismo romántico y las letras inexpresivas son motivos recurrentes, explorando las citas modernas. El título del álbum es una referencia a cómo las relaciones románticas más cortas de Carpenter la habían impactado más emocionalmente. Los críticos también lo interpretaron como una referencia a la estatura de Carpenter y la corta duración del álbum.
Musicalmente, el álbum es un disco de pop, con elementos de R&B, rock y música country dominando el paisaje sonoro. Gran parte del álbum presenta composiciones de guitarras acústicas. También hay elementos sutiles de funk y disco en el álbum. Los críticos han observado influencias creativas de Taylor Swift, Dolly Parton, Kacey Musgraves, y Ariana Grande sobre la composición del álbum.

## Crítica
Según el agregador de reseñas Metacritic, Short n' Sweet recibió "críticas generalmente favorables" basadas en una puntuación promedio ponderada de 79 sobre 100 de 13 puntuaciones de críticos. El sitio de agregación de reseñas AnyDecentMusic? recopiló ocho reseñas y le dio a Short n' Sweet un promedio de 6,8 sobre 10, según su evaluación del consenso crítico. La BBC informó que el álbum recibió una recepción mixta por parte de los críticos. Varios críticos describieron "Short n' Sweet" como un lanzamiento fuerte y asertivo de una estrella pop en ascenso. Helen Brown, de The Independent Jem Aswad de Variety,Carl Wilson, de Slate y Jason Lipshutz de Billboard consideró el álbum como una evolución artística para Carpenter después de su gran éxito con Emails I Can't Send, y elogió su sonido versátil pero cohesivo, su lirismo seguro y su atractivo general. Victoria Segal de The Times y Neil McCormick de The Daily Telegraph consideraron Short n' Sweet como un disco pop "inteligente" que se disfraza de un lanzamiento comercial espumoso; McCormick explicó: "Carpenter puede parecer un comediante pop ligeramente superficial para adictos desilusionados a Tinder" en el álbum, aunque "hay contrapesos emocionales en la inteligente composición".
Algunos críticos consideraron que el álbum era una obra artísticamente segura diseñada para los gustos contemporáneos, mientras que otros lo elogiaron como una representación auténtica del ingenio de Carpenter. Lauren Murphy de The Irish Times y El Hunt de Evening Standard opinaron que, en contraste con la música arriesgada y "desafiante" de los colegas de Carpenter en 2024, Short n' Sweet es una colección de canciones alegre, agradable y "servicial". Tanatat Khuttapan de The Line of Best Fit sintió que el álbum está "de moda", atendiendo la afinidad del público por la identificación de temas, "frases pegadizas" y frases ingeniosas. Por otro lado, McCormick, Charles Lyon-Burt, de Slant Magazine y Rob Sheffield, de la revista Rolling Stone, nombró el humor de Carpenter como el rasgo más destacable del álbum.  El crítico de Pitchfork Quinn Moreland etiquetó Short n' Sweet como un escapismo refrescante "en un panorama pop recientemente plagado de seriedad y una obsesión cansadora con la autenticidad", admirando el humor "afilado como un diamante" del álbum.
Las letras sexuales del álbum dividieron a los críticos. En el lado positivo, Wilson opinó que Carpenter se reinventa como una "poeta laureada" del sexo" en el álbum. Kiana Doyle de Associated Press lo describió como "coqueto, divertido y totalmente poco serio". Además de Doyle, Aswad también describió Short n' Sweet como un álbum "NSFW" perfeccionado. Chris Kelly de The Washington Post declaró a Short n' Sweet el "álbum pop más atrevido e ingenioso del año". En críticas desfavorables, Emily Bootle de i apodo Short n' Sweet como un álbum "cachondo" que carece de emoción, integridad y "esencia orgánica". Sputnikmusic criticó el álbum como un lanzamiento decepcionante e "increíblemente mediocre" de Carpenter, encontrando las letras atrevidas "extrañas e incómodas".
Algunas reseñas, como las de Segal y Hunt, consideraron que "Espresso" era el punto culminante del álbum, y encontraron que otras canciones eran musicalmente aburridas en comparación. Brown no estuvo de acuerdo y afirmó que el álbum se basa en su sonido "pop TikTok" ejemplificado por muchas pistas "geniales" además de "Espresso". Por otro lado, Ims Taylor de Clash describió Short n' Sweet como un álbum suave y "sincero" en lugar del proyecto de estrella pop arquetípico "sensual" que sus sencillos habían insinuado, pero coincidieron en que el álbum es holísticamente "menos adictivo" que "Espresso". Tom Breihan de Stereogum estuvo de acuerdo en que gran parte del álbum, aunque pulido, no es tan alegre como "Espresso". "Sputnikmusic" declaró que el álbum no estuvo a la altura de las expectativas creadas por "Espresso" y "Please Please Please".

### Listas de fin de año
| Publicación            | Lista                                     | Puesto | Ref.   |
| ---------------------- | ----------------------------------------- | ------ | ------ |
| AllMusic               | 100 Favorite Albums of 2024               |        | [ 57 ] |
| Billboard              | The Best 50 Albums of 2024                | 3      | [ 58 ] |
| Business Insider       | The Best Albums of 2024                   | 8      | [ 59 ] |
| Complex                | The 50 Best Albums of 2024                | 19     | [ 60 ] |
| Consequence            | The Best Albums of 2024                   | 34     | [ 61 ] |
| Cosmopolitan           | The Best Albums of 2024                   |        | [ 62 ] |
| Entertainment Weekly   | The 10 Best Albums of 2024                | 3      | [ 63 ] |
| Esquire                | The 10 Best Albums of 2024                | 2      | [ 64 ] |
| Exclaim!               | 50 Best Albums of 2024                    | 25     | [ 65 ] |
| The Forty Five         | The Best Albums of 2024                   | 35     | [ 66 ] |
| The Hollywood Reporter | The 10 Best Albums of 2024                | 4      | [ 67 ] |
| HuffPost               | The Best Albums of 2024                   |        | [ 68 ] |
| The Independent        | The Best Albums of 2024                   | 16     | [ 69 ] |
| Los Angeles Times      | The 20 Best Albums of 2024                | 1      | [ 70 ] |
| The New York Times     | Jon Caramanica's Best Albums of 2024      | 2      | [ 71 ] |
| The New Yorker         | The Best Albums of 2024                   | 3      | [ 72 ] |
| NME                    | The 50 Best Albums of 2024                | 42     | [ 73 ] |
| NPR                    | The 50 Best Albums of 2024                |        | [ 74 ] |
| People                 | Top 10 Albums of 2024                     | 3      | [ 75 ] |
| Pitchfork              | The 50 Best Albums of 2024                | 35     | [ 76 ] |
| Rolling Stone          | The 100 Best Albums of 2024               | 4      | [ 77 ] |
| Slant Magazine         | The 50 Best Albums of 2024                | 29     | [ 78 ] |
| Stereogum              | The 50 Best Albums of 2024                | 45     | [ 79 ] |
| The Sunday Times       | 25 Best Albums of 2024                    | 16     | [ 80 ] |
| Uproxx                 | The Best Albums of 2024                   |        | [ 81 ] |
| Variety                | Thania Garcia's Top 10 Albums of 2024     | 3      | [ 82 ] |
| Variety                | Steve J. Horowitz's Top 10 Albums of 2024 | 4      | [ 83 ] |

## Personal
Músicos
- Sabrina Carpenter – voz
- John Ryan – bajo, batería, guitarra, teclados, percusión, programación (1, 3, 5, 6, 8, 10, 12); coros (5)
- Julian Bunetta – bajo, batería, guitarra, teclados, percusión, programación (1, 3, 7, 12)
- Ian Kirkpatrick – bajo, guitarra, teclados, percusión, programación (5, 6), coros (5); batería (6)
- Jack Antonoff – programación, guitarra acústica, batería (2, 4, 9, 11); percusión (2, 4, 9); guitarra eléctrica, sintetizador (2, 4, 11); bajo (2, 11); Mellotron, órgano (11); Guitarra acústica de doce cuerdas, sitar, piano eléctrico Wurlitzer (4)
- Aaron Sterling – batería (1)
- Sean Hutchinson – percusión, batería (2, 9)
- Evan Smith – flauta (2)
- Bobby Hawk – violín (2, 9)
- Rob Moose – cuerdas (8)
- Francisco Ojeda – contrabajo (9)
- Mikey Freedom Hart – guitarra slide (9)
- Amy Allen – coros (5, 7)
- Julia Michaels – coros (5)
- Steph Jones – coros (7)

Técnicos
- Serban Ghenea – mezcla (1, 2, 4, 6, 9, 11)
- Manny Marroquin – mezcla (3, 5, 10, 12)
- Nathan Dantzler – masterización (1, 3, 5–8, 10, 12)
- Ruairi O'Flaherty – masterización (2, 4, 9, 11)
- Jeff Gunnell – grabación (1, 3, 5–8, 10, 12); ingeniería, mezcla (7); asistencia de mezcla (8)
- Josh Ryan – grabación (1, 3, 5, 6, 8, 10), mezcla (8)
- Laura Sisk – grabación (2, 4, 9, 11)
- Oli Jacobs – grabación (2, 4, 9, 11)
- Julian Bunetta – grabación (3, 12); Ingeniería, mezcla (7)
- Ian Kirkpatrick – grabación (5, 6)
- Sean Hutchinson – ingeniería (2)
- Evan Smith – ingeniería (2)
- Mikey Freedom Hart – ingeniería (9)
- David Hart – ingeniería (9)
- Jack Manning – asistencia de ingeniería (2, 4, 11), grabación (9)
- Joey Miller – asistencia de ingeniería (2, 4, 9, 11)
- Jozef Caldwell – asistencia de ingeniería (2, 4, 9, 11)
- Bryce Bordone – ingeniería de mezcla (1, 2, 6, 9, 11), asistencia de mezcla (4)
- Anthony Vilchis – asistencia de mezcla (3, 5, 10, 12)
- Trey Station – asistencia de mezcla (3, 5, 10, 12)
- Zach Pereyra – asistencia de mezcla (3, 5, 10, 12)
- Harrison Tate – asistencia de masterización (1, 3, 5–8, 10, 12)

## Posicionamiento en listas
| Lista (2024)                                | Mejor posición |
| ------------------------------------------- | -------------- |
| Argentina (CAPIF)                           | 1              |
| Australia (ARIA)                            | 1              |
| Bélgica (Ultratop Flandes)                  | 1              |
| Bélgica (Ultratop Valonia)                  | 1              |
| República Checa (ČNS IFPI)                  | 1              |
| Dinamarca (Hitlisten)                       | 3              |
| Países Bajos (Album Top 100)                | 1              |
| Finlandia (Suomen virallinen lista)         | 1              |
| Francia (SNEP)                              | 1              |
| Alemania (Offizielle Top 100)               | 3              |
| Islandia (Tónlistinn)                       | 3              |
| Irlanda (OCC)                               | 1              |
| Italia (FIMI)                               | 9              |
| Japón (Oricon)                              | 46             |
| Japón Japanese Digital Albums (Oricon)      | 25             |
| Japón Japanese Hot Albums (Billboard Japan) | 78             |
| Lituania (AGATA)                            | 5              |
| Nueva Zelanda (RMNZ)                        | 1              |
| Noruega (VG‑lista)                          | 1              |
| Escocia (Scottish Albums Chart)             | 1              |
| Eslovaquia (ČNS IFPI)                       | 3              |
| España (Promusicae)                         | 1              |
| Suecia (Sverigetopplistan)                  | 3              |
| Suiza (Schweizer Hitparade)                 | 1              |
| Reino Unido (UK Albums Chart)               | 1              |
| Estados Unidos (Billboard 200)              | 1              |

## Historial de lanzamientos
| Región         | Fecha                | Formato(s)                                                  | Discográfica | Ref.    |
| -------------- | -------------------- | ----------------------------------------------------------- | ------------ | ------- |
| Varios         | 23 de agosto de 2024 | CD, descarga digital, streaming, LP, picture disc, cassette | Island       | [ 110 ] |
| Estados Unidos | 23 de agosto de 2024 | CD (Target exclusive), LP (Target exclusive)                | Island       | [ 111 ] |

## Premios y nominaciones
| Año  | Premio              | Nominado       | Categoría      | Resultado | Referencias |
| ---- | ------------------- | -------------- | -------------- | --------- | ----------- |
| 2025 | Kids' Choice Awards | Short n' Sweet | Álbum favorito | Ganador   | [ 112 ]     |